# Prvenstvo Jugoslavije u hokeju na travi 1989.
Jugoslavensko prvenstvo u hokeju na travi za 1989. godinu je osvojila momčad Marathon iz Zagreba.

## Ljestvice

### Polufinale prvenstva
| poz.  | klub                      | ut.   | pob.  | neod. | izg.  | golovi | bod   |
| Zapad | Zapad                     | Zapad | Zapad | Zapad | Zapad | Zapad  | Zapad |
| ----- | ------------------------- | ----- | ----- | ----- | ----- | ------ | ----- |
| 1.    | Marathon Zagreb           | 3     | 3     | 0     | 0     | 16:1   | 6     |
| 2.    | Elektrovojvodina Novi Sad | 3     | 2     | 0     | 1     | 6:5    | 4     |
| 3.    | Jedinstvo Zagreb          | 3     | 1     | 0     | 2     | 9:5    | 2     |
| 4.    | Čukarički Beograd         | 3     | 0     | 0     | 3     | 1:21   | 0     |
|       |                           |       |       |       |       |        |       |
| Istok |                           |       |       |       |       |        |       |
| 1.    | Zorka Subotica            | 3     | 3     | 0     | 0     | 9:2    | 6     |
| 2.    | Partizan Zelina           | 3     | 1     | 1     | 1     | 5:3    | 4     |
| 3.    | Subotičanka (Subotica)    | 3     | 1     | 1     | 1     | 5:5    | 4     |
| 4.    | Mladost Zagreb            | 3     | 0     | 0     | 3     | 2:11   | 0     |

### Završnica
| poz. | klub                      | ut. | pob. | neod. | izg. | golovi | bod |
| ---- | ------------------------- | --- | ---- | ----- | ---- | ------ | --- |
| 1.   | Marathon Zagreb           | 3   | 3    | 0     | 0    | 9:3    | 6   |
| 2.   | Partizan Zelina           | 3   | 1    | 0     | 2    | 7:9    | 2   |
| 3.   | Elektrovojvodina Novi Sad | 3   | 1    | 0     | 2    | 3:5    | 2   |
| 4.   | Zorka Subotica            | 3   | 1    | 0     | 2    | 2:4    | 2   |